# Clathria arborescens
Clathria arborescens är en svampdjursart som först beskrevs av Ridley 1884.  Clathria arborescens ingår i släktet Clathria och familjen Microcionidae. Inga underarter finns listade i Catalogue of Life.